# Limenitis florensis
Limenitis florensis är en fjärilsart som beskrevs av Hans Fruhstorfer 1913. Limenitis florensis ingår i släktet Limenitis och familjen praktfjärilar. Inga underarter finns listade i Catalogue of Life.